# Sultan Kudarat
Sultan Kudarat é um província de  primeira classe de renda da província (d) na região Soccsksargen (Região XII), nas Filipinas. De acordo com o censo de 1 de maio  de  2020 possui uma população de 854 052 pessoas e 202 813 domicílios.
A sua capital é Isulan.

## Subdivisões
Municípios
- Bagumbayan
- Columbio
- Esperanza
- Isulan
- Kalamansig
- Lambayong
- Lebak
- Lutayan
- Palimbang
- Presidente Quirino
- Senador Ninoy Aquino

Cidades
- Tacurong